# 口吉川町南畑
口吉川町南畑（くちよかわちょうみなみはた）は、兵庫県三木市の大字。旧・美嚢郡口吉川村大字南畑。郵便番号は673-0756。

## 地理

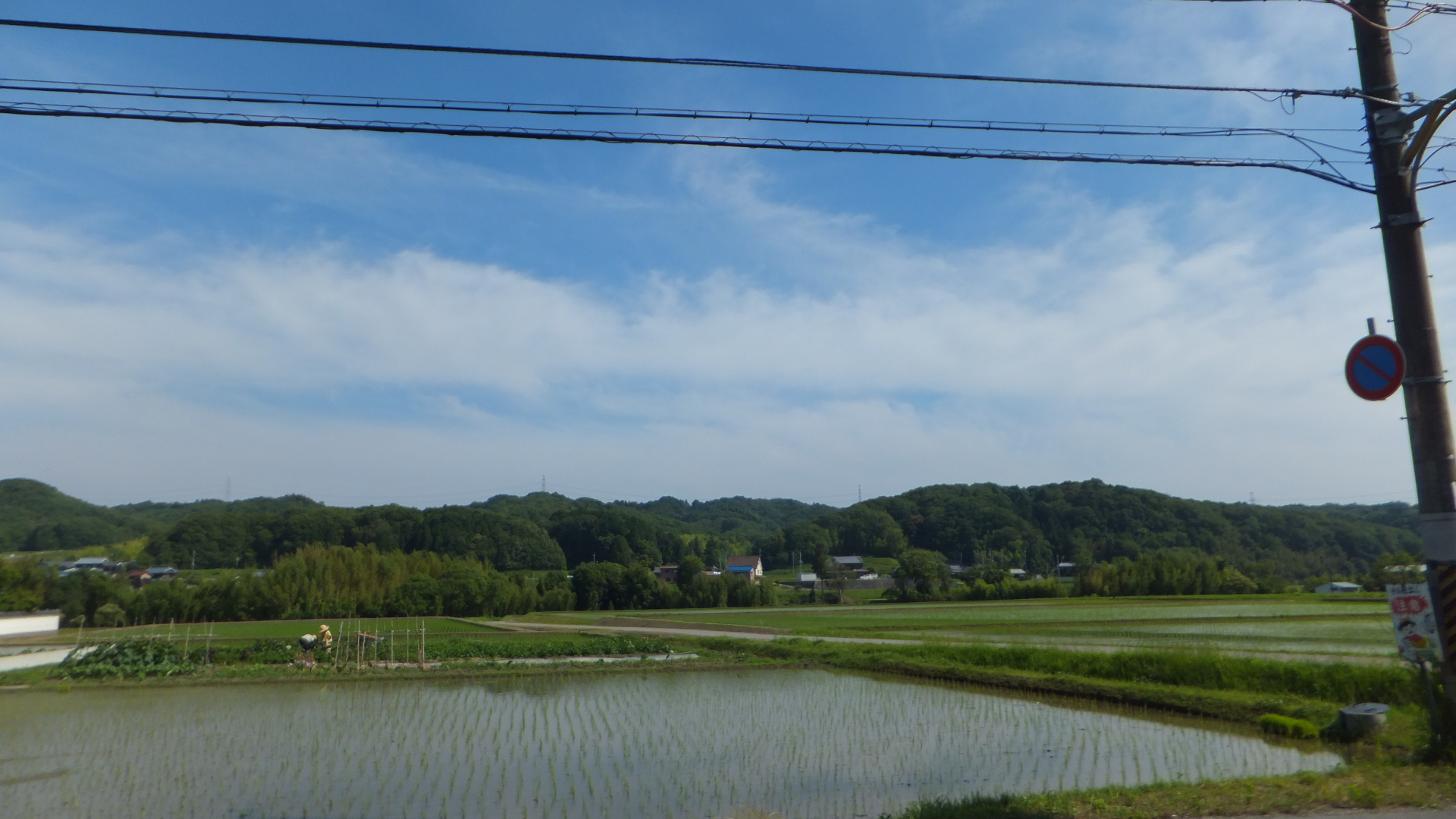
地内の街並み

口吉川地区の中央部、石上山の北側に位置する。東側は口吉川町大島・西側は口吉川町保木・南側は細川町中里・北側は口吉川町殿畑と接する。

### 山岳
- 石上山

## 歴史
小野盛国の屋敷の南側を開発した地である。

### 地名の由来
口吉川町殿畑の旧・志殿村の南側に拓けたことにより名付けられた。

### 沿革
- 1954年6月1日 - 三木市を新設し、美嚢郡口吉川村大字南畑から三木市口吉川町南畑になる。

### 字域の変遷
| 実施前                 | 実施年       | 実施後             |
| ---------------------- | ------------ | ------------------ |
| 美嚢郡口吉川村大字南畑 | 1954年6月1日 | 三木市口吉川町南畑 |

## 世帯数と人口
2022年（令和4年）2月28日現在の世帯数と人口は以下の通りである。
| 町丁         | 世帯数 | 人口 |
| ------------ | ------ | ---- |
| 口吉川町南畑 | 32世帯 | 69人 |

## 小・中学校の学区
市立小・中学校に通う場合、学区は以下の通りとなる。
| 番地 | 小学校               | 中学校             |
| ---- | -------------------- | ------------------ |
| 全域 | 三木市立口吉川小学校 | 三木市立星陽中学校 |

## 交通
地内に公共交通機関は通っていない。

### 道路
- 兵庫県道144号西脇口吉川神戸線

## 施設
- 南畑構造改善センター
- 南畑観光ぶどう園